# Steven Earl Clemants
Steven Earl Clemants ( 1954 - 2008) fue un botánico y profesor estadounidense, vicepresidente del Departamento de Ciencias del Jardín Botánico de Brooklyn.
Fue alumno de la Universidad Rutgers, y de la Universidad de la Ciudad de Nueva York.

## Algunas obras
2006
- s.e. Clemants, s.n. Handel. Restoring urban ecology: the New York-New Jersey metropolitan area experience. 127–140. En Platt, R. H. The humane metropolis: people and nature in the 21st-century city. Univ. of Massachusetts Press. Amherst, MA

- ------------------, c. Gracie. Wildflowers in the field and forest. Ed. ilustrada de Oxford Univ. Press, 480 pp. ISBN 0195150058 en línea

- ------------------. Chenopodiaceae. 212–221. En k. Iwatsuki, d.e. Boufford, h. Ohba. Flora of Japan. Vol. 2a. Kodansha. Tokio

- ------------------. Amaranthaceae. 222–230. En k. Iwatsuki, d.e. Boufford, h. Ohba. Flora of Japan. Vol. 2a. Kodansha. Tokio

2005
- ------------------, g. Moore. The Changing Flora of the New York Metropolitan Region. Urban Habitats 3:192–210

2004
- ------------------. Grasses and bamboos. 260–279. En Marinelli, J. Plant: the ultimate visual reference to plants and flowers of the world. Dorling Kindersley Ltd. Londres

- ------------------. Chenopodiaceae. 97–99. En n. Smith, s.a. Mori, a. Henderson, d.w. Stevenson, s.v. Herald. Flowering plants of the neotropics. Princeton Univ. Press. Princeton, NJ.

- ------------------. Guilleminea (Amaranthaceae). 437–438. In. Flora of North America Editorial Committee [eds.] Flora of North America. volume 4. Oxford Press. New York

- ------------------. Gossypianthus (Amaranthaceae). 438–439. In. Flora of North America Editorial Committee [eds.] Flora of North America. volume 4. Oxford Press. New York

C* ------------------. Alternanthera (Amaranthaceae). 447–451. In. Flora of North America Editorial Committee [eds.] Flora of North America. volume 4. Oxford Press. New York
- ------------------. Gomphrena (Amaranthaceae). 451–454. In. Flora of North America Editorial Committee [eds.] Flora of North America. volume 4. Oxford Press. New York

- ------------------. Iresine (Amaranthaceae). 455–456. In. Flora of North America Editorial Committee [eds.] Flora of North America. volume 4. Oxford Press. New York

- ------------------. Blutaparon (Amaranthaceae). 456. In. Flora of North America Editorial Committee [eds.] Flora of North America. volume 4. Oxford Press. New York

- ------------------, s. Mosyakin. Dysphania (Chenopodiaceae). 267–275. In. Flora of North America Editorial Committee [eds.] Flora of North America. volume 4. Oxford Press. New York

- ------------------, ------------------. Chenopodium (Chenopodiaceae). 275–299. In. Flora of North America Editorial Committee [eds.] Flora of North America. volume 4. Oxford Press. New York

2003
- ------------------, g. Moore. Patterns of species richness in eight northeastern United States cities. Urban Habitats 1:4–16

- a. Steward, s.e. Clemants, g. Moore. The concurrent decline of the native Celastrus scandens and spread of the non-native Celastrus orbiculatus in the New York City metropolitan area. J. Torrey Bot. Soc 130:143–146 en línea pp. 143 CrossRef

## Honores
- historiador y presidente de Torrey Botanical Society
- fundador, coordinador, contribuyente del New York Metropolitan Flora Project (NYMF)
- codirector del Centro de Urban Restoration Ecology (CURE)

Miembro de
- Local Flora Committee del Long Island Botanical Society
- New York State Invasive Species Task Force
- Prospect Park Woodlands Advisory Board
- American Institute of Biological Sci.

### Eponimia
- Fondo Dr. Steven Clemants Wildflower[1]

## Fuente
- Allen G. Debus (dir.) (1968). World Who’s Who in Science. A Biographical Dictionary of Notable Scientists from Antiquity to the Present. Marquis-Who’s Who (Chicago) : xvi + 1855 p.

- La abreviatura «Clemants» se emplea para indicar a Steven Earl Clemants como autoridad en la descripción y clasificación científica de los vegetales.[2]